# Xenia sexseriata
Xenia sexseriata är en korallart som beskrevs av Verseveldt 1977. Xenia sexseriata ingår i släktet Xenia och familjen Xeniidae. Inga underarter finns listade i Catalogue of Life.